# ホンダ・XL1000V バラデロ
XL1000V Varadero（エックスエルせんブイ バラデロ） は、本田技研工業がかつて製造販売したオートバイである。本項では同じくバラデロを車名に含むバラデロ125についても解説を行う。

## 車両解説
キューバのリゾートタウンバラデロ（Varadero）にちなんだXLシリーズのフラグシップモデルとして1998年に発表。1999年からヨーロッパ地区中心に販売されたが、日本国内での正規販売はない。
VTR1000F用排気量996ccの水冷4ストローク4バルブDOHC90°バンクV型2気筒エンジンをトルク重視にチューニングしスチール製フレームへ搭載し、アフリカツインよりも大型カウルを装着するデュアルパーパス系アドベンチャーツーリングモデルであるが、より舗装路向けにセッティングされたツアラーである。
SD02型以降は燃料供給をPGM-FI電子式燃料噴射装置へ変更し、環境性能ならびに燃費を向上させた。

### モデル一覧
本項は型式名別に解説を行う。

#### SD01型
1999年 - 2002年に製造された若干丸みを帯びたカウルが特徴となる初代モデル。燃料供給方式はキャブレターでマニュアルトランスミッションは5速である。
2000年までは浜松製作所で生産されていたが、2001年以降はスペインのモンテッサ・ホンダへ移管された。

#### SD02型
2003年 - 2006年に製造された2代目モデルでカウルデザイン変更・燃料供給インジェクション化・マニュアルトランスミッション6速化を実施。新たにABS搭載モデルも設定された。

#### SD03型

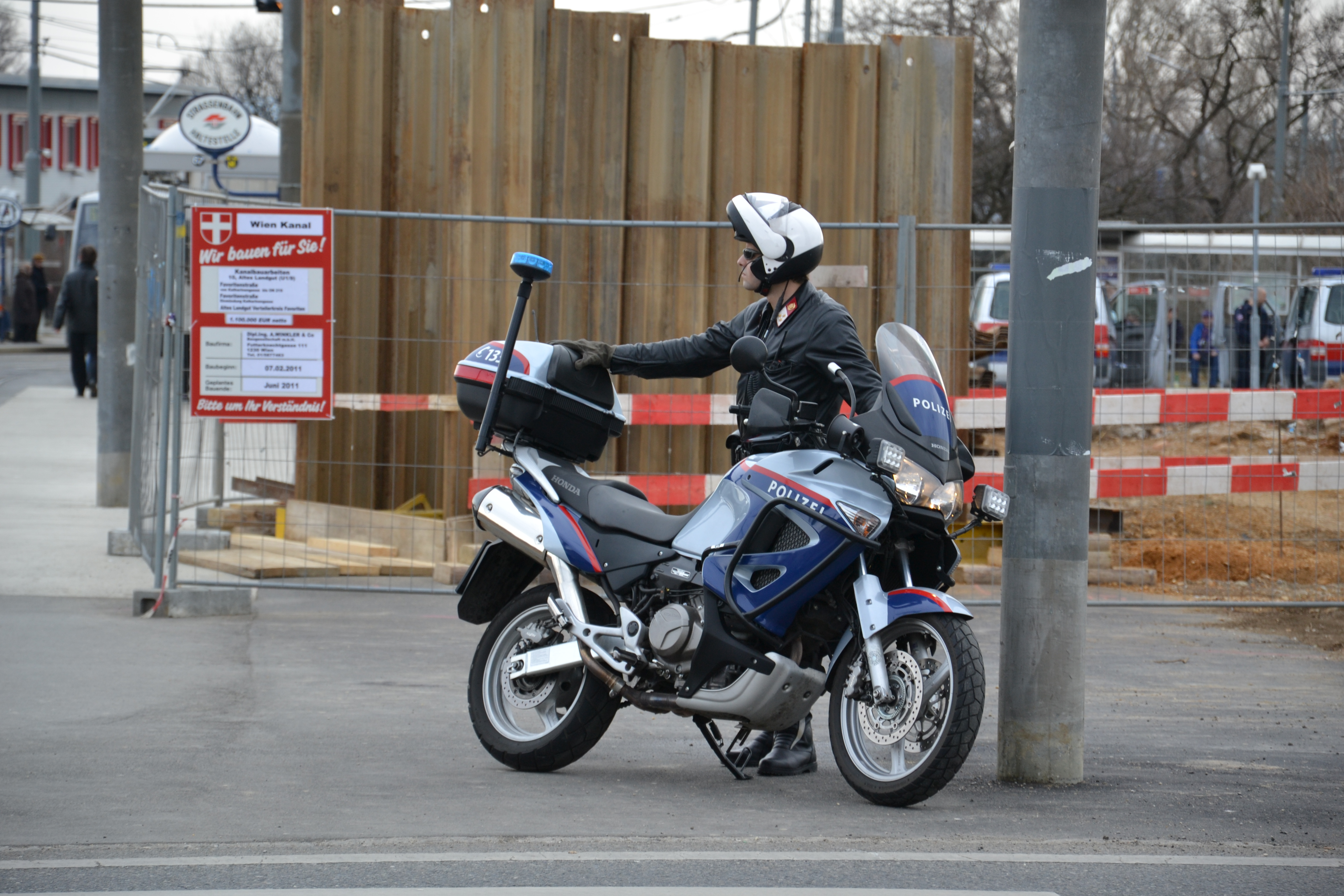
オーストリア警察車両

2007年 - 2010年に製造された3代目モデル。ヨーロッパ内の自動車排出ガス規制EURO 3に適合させたモデルチェンジで、その他の主な変更点を以下に示す。
- メーターカウルを変更。
- 右側にキー付きBOXを装備するインナーカウルへ変更。
- 燃料警告灯点灯後に走行可能距離表示自動切換機能を追加。
- テールランプを従来の2灯式からウインカー1体1灯式としレンズ類もユーロ圏内での生産へ変更。
- チョークレバー廃止。
- シート・シートカウルを変更[注 1]。

2010年に生産終了。

## バラデロ125
| パラデロ1252007年モデル  |  | メーターパネル2007年モデル  |
| パラデロ125 2007年モデル |  | メーターパネル 2007年モデル |

型式名JC32。別称はXL125V VARADERO。
ヨーロッパでは普通自動車運転免許で日本の原付二種枠に該当する排気量125ccまで運転でき各種優遇措置を採用する国家も多く人気が高いことから、ヨーロッパ各国のみで正規販売されるエントリーモデルとして開発。
2001年からスペインのモンテッサ・ホンダが製造。EURO 3対応へのモデルチェンジで燃料供給のPGM-FI化・ジュネレーター出力向上・燃料タンク17.5→16.8L容量ダウン・カウルデザインなどの変更を実施した2007年モデルは、全長x全幅x全高：2,145x847x1,250（mm）シート高802mm・最小回転半径2.3m・最低地上高190mm・ホイールベース1,450mm・重量169kgのほか、装着されるタイヤも100/90-18M/C 56P（前）・130/80-17M/C 65P（後）と125ccクラスにしては大柄であり、鋼管製ダブルクレードル型フレームに搭載されるJC32型VT SHADOW125と共用の水冷4ストロークSOHC90°バンク V型2気筒エンジンは、内径x行程：42.0x45.0（mm）・圧縮比11.8から最高出力14.3ps/11,000rpm・最大トルク10Nm/8,500rpmのスペックを誇り、マニュアルトランスミッションは5速となる。
2012年モデルを最後に生産終了。